# Jakob Augstein

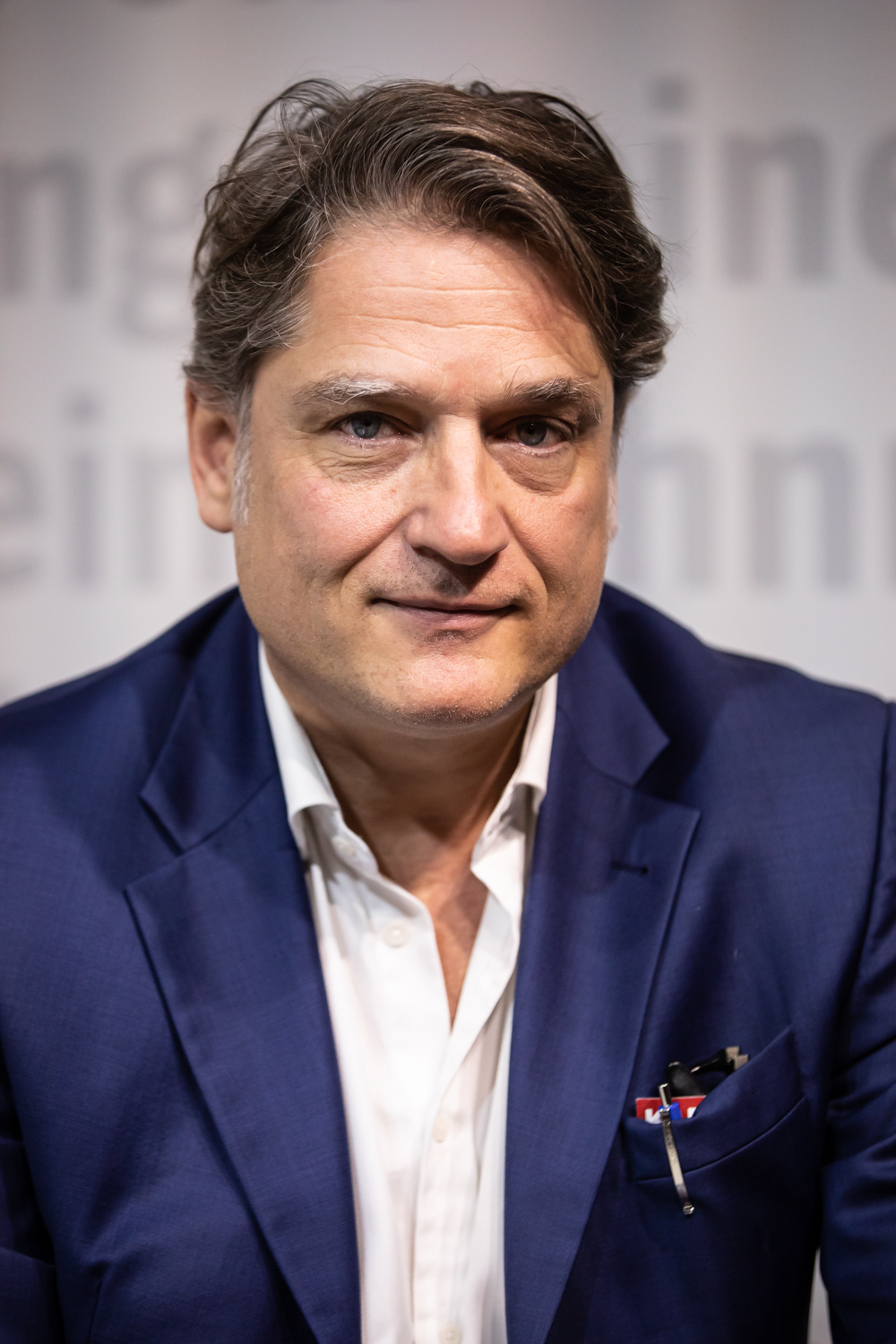
Jakob Augstein (2019)

Thomas Jakob Augstein (* 28. Juli 1967 in Hamburg) ist ein deutscher Journalist, Publizist, Kolumnist, Verleger und Schriftsteller. Er ist Miteigentümer der Spiegel-Verlag Rudolf Augstein GmbH & Co. KG und vertritt in der Gesellschafterversammlung den 24-prozentigen Anteil der Familie Augstein. Augstein ist Eigentümer, Geschäftsführer, Verleger und ehemaliger Chefredakteur der Wochenzeitung der Freitag.

## Leben

### Herkunft
Jakob Augstein ist der rechtliche Sohn des Spiegel-Gründers Rudolf Augstein und der John-Updike-Übersetzerin Maria Carlsson. Sein leiblicher Vater war der Schriftsteller Martin Walser, wie Jakob Augstein nach dem Tod von Rudolf Augstein 2002 auf Nachfrage von seiner Mutter erfuhr und im November 2009 bekanntgab. Seine Halbgeschwister sind in der Augstein’schen Linie die Journalistin Franziska Augstein und der Maler Julian Augstein, in der Walser’schen Linie die Schauspielerin Franziska Walser, die Schriftstellerinnen Johanna Walser und Alissa Walser sowie die Dramatikerin Theresia Walser.

### Vater-Sohn-Verhältnisse
Jakob Augstein wuchs in dem Glauben auf, Sohn des Spiegel-Gründers Rudolf Augstein zu sein. Erst nach dessen Tod erfuhr er als 35-Jähriger, dass er der Sohn von Martin Walser ist. Dadurch hatte er plötzlich zwei markante Vaterfiguren: einen der einflussreichsten Journalisten und einen der bedeutendsten Literaten Deutschlands. Augstein traf sich in der Folge oft mit Walser, um seinen leiblichen Vater kennenzulernen und Projekte zu besprechen, aus denen ein Gesprächsbuch hervorging. Über sein Motiv, dies 2009 öffentlich gemacht zu haben, sagte Augstein 2017: „Wahrheit befreit natürlich. Wahrheit tut gut.“ Über die spät gelebte Vaterschaft merkte Martin Walser 2017 an: „Ich hab’ nur gemerkt, dass diese Besuchsvaterschaft ein Immer-zu-wenig war.“ Seinen ersten Vornamen Thomas erhielt Augstein nach dem FDP-Politiker Thomas Dehler.

### Studium (1989–1993)
Nach dem Abitur 1986 am Hamburger Gymnasium Christianeum leistete Augstein seinen Wehrdienst bei der Bundeswehr ab. Er studierte von 1989 bis 1993 Politikwissenschaft am Otto-Suhr-Institut der Freien Universität Berlin und am Institut d’études politiques de Paris („Sciences Po“) sowie Germanistik und Theaterwissenschaft in Berlin. 1992 wurde er Mitglied der SPD. Während des Studiums arbeitete er von 1990 bis 1993 freiberuflich für die Berliner Zeitung.

### Berufsweg als Journalist (ab 1993)
Nach dem Abschluss als Diplom-Politologe und sich anschließendem Volontariat ging er von 1993 bis 2003 zur Süddeutschen Zeitung nach München und Berlin. Von 1999 bis 2002 war er Chef der Berlin-Seite der SZ. 2004 übernahm er die Mehrheit am Verlag Rogner & Bernhard, dessen Geschäftsführerin seine damalige Frau Johanna von Rauch war, die Nichte des Anarchisten Georg von Rauch. Diese Verlagsanteile verkaufte Augstein 2011 an Haffmans & Tolkemitt. Nach 2005 arbeitete er auch als Autor im Parlamentsbüro der Wochenzeitung Die Zeit. Augstein vertritt als alleinvertretungsberechtigter Dauertestamentsvollstrecker in der Gesellschafterversammlung des Spiegel-Verlags den 24-Prozent-Anteil der Familie Augstein, dessen Wert im Jahr 2015 auf rund 160 Mio. Euro taxiert wurde. 2003 führte er vor dem Bundeskartellamt das erfolglose Kartellverfahren gegen die von Rudolf Augstein testamentarisch verfügte Übernahme eines Prozents der Anteile durch den Gruner + Jahr-Konzern und die Spiegel-Mitarbeiter KG und den damit einhergehenden Verlust der Sperrminorität.

### Berufsweg als Verleger, Autor und Journalist (ab 2008)
Am 26. Mai 2008 erwarb Augstein die Wochenzeitung der Freitag, die er seither verlegt. In einem Interview sagte Jakob Augstein 2017, der Freitag habe zwar keine „Blattlinie“, aber „es gibt den Charakter und die Identität einer Zeitung. Wir sind eine linke Zeitung. (…) Es gibt ja zwei linke Denktraditionen, zwischen denen eine Sollbruchstelle existiert, auf die wir acht geben müssen. Die eine ist auf Gleichberechtigung aus, auf Internationalisierung, auf die liberale Gesellschaft. Die andere steht für Gerechtigkeit und Identität. Ich halte es für unsere Aufgabe, über Nähe und Distanz dieser beiden Stränge nachzudenken.“ Der Freitag stehe für kritischen Journalismus aus Politik, Kultur und Gesellschaft.
Seit 2009 moderiert er Gespräche mit wechselnden Gästen im Radioeins- und Freitag-Salon, der von Radio Eins ausgestrahlt und vom Freitag als Podcast zur Verfügung gestellt wird. Die Veranstaltungen finden im Grünen Salon der Volksbühne Berlin statt.
Im Dezember 2011 trennte sich Augstein von den bisherigen Zeitungsherausgebern Daniela Dahn, György Dalos, Frithjof Schmidt und Friedrich Schorlemmer.
Von Januar 2011 bis Oktober 2018 schrieb er für Spiegel Online die Kolumne S.P.O.N. – Im Zweifel links. Der Titel spielte auf ein Zitat von Rudolf Augstein aus dem Jahr 1971 an: „Wir bleiben ein liberales, ein im Zweifelsfall linkes Blatt“.
Bei Phoenix wurde seit 21. Januar 2011 das Format Augstein und Blome gesendet. Dort diskutierten Augstein und Nikolaus Blome, der bis 2013 als stellvertretender Chefredakteur bei Bild tätig war und anschließend bis Mai 2015 Chefredakteur des Hauptstadtbüros des Spiegels war, kontrovers über aktuelle Themen. Das Format wurde für den Grimme-Preis 2013 in der Kategorie „Information und Kultur“ nominiert. Mit Blomes Wechsel von zu RTL wurde die Sendung im August 2020 eingestellt. Auf Grundlage der Gespräche erschienen mehrere Bücher, die laut Augstein „Gesprächssimulationen“ sind. Seit August 2021 werden im RTL Nachtjournal regelmäßig kurze Episoden der Kategorie Gegenverkehr ausgestrahlt, in der Augstein von Blome durch den Berliner Hauptstadtverkehr chauffiert wird, während beide über aktuelle politische Themen diskutieren.
Von Februar 2013 an war Augstein auch Chefredakteur des Freitag, gemeinsam mit Philip Grassman und Michael Angele, der zum 1. Januar 2015 die bisherige stellvertretende Chefredakteurin Jana Hensel ablöste.
2016 führte Augstein für die ZDF-Reihe Zeugen des Jahrhunderts ein über dreieinhalbstündiges Interview mit Egon Krenz, dem letzten Staatsratsvorsitzenden der DDR.
Anfang 2017 baute Augstein den Freitag um: Als Chefredakteur holte er Christian Füller und zum Herausgeber bestellte er den Publizisten Jürgen Todenhöfer. Gegenüber der Süddeutschen Zeitung bestritt Augstein, dass Redaktionsmitglieder deswegen gehen wollten, räumte aber ein, dass redaktionsintern über das Selbstverständnis des Blattes gestritten wurde. Bis Anfang Juli 2017 schieden beim Freitag jedoch die stellvertretende Chefredakteurin Katja Kullmann, der Sportjournalist Martin Krauß sowie sechs weitere Autoren aus. Kullmann begründete ihren Schritt damit, dass sie das „publizistische Umfeld“ Todenhöfers abschrecke. Seine Ernennung zum Herausgeber sei „politisch fahrlässig bis gefährlich“, „genau jetzt käme es darauf an, eine klare Grenze zum rot-braunen Lager zu ziehen.“ Krauß nannte als Grund für seinen Ausstieg, dass Todenhöfer antisemitische Stereotype bedient habe.
Füller schied im September 2017 wieder als Chefredakteur aus, woraufhin Augstein die Funktion erneut selbst übernahm und Michael Angele in die Chefredaktion berief. Zum Dezember 2017 holte er Simone Schmollack von der taz als nunmehr drittes Mitglied der Chefredaktion.
Als 2017 die investigative Journalistin und Mafia-Expertin Petra Reski wegen eines im Freitag veröffentlichten Artikels über organisierte Kriminalität eingeschüchtert und verklagt wurde, versagte ihr Verleger Augstein 2017 die Unterstützung und stellte ihre Arbeit in den Kontext „Lügenpresse“ und „Fake News“. Reski verklagte Augstein daraufhin. Dem Urteil zufolge darf Augstein ihre Arbeit nicht mehr als „Fake News“, ihre Recherche jedoch weiter als „mangelhaft“ bezeichnen.
Von April bis Juli 2020 war Augstein gemeinsam mit Jan Fleischhauer im Podcast The Curve – Leben in der Corona-Welt zu hören. Der Medienjournalist Stefan Niggemeier warf beiden vor, Sachkenntnis und Recherche zur Coronakrise bewusst zu vermeiden. Ab Oktober 2020 moderierte er den Podcast Augsteins Freitag. Darin gab er im Gespräch mit Moritz von Uslar an, sich aus dem Netzwerk Twitter zurückgezogen zu haben. Im Mai 2023 startete der RTL+-Podcast Augstein & Blome.
Als Gast war Augstein zudem mehrfach Teil der Kritikerrunde in der ZDF-Sendung Das Literarische Quartett.

### Privates
Augstein war mit der Lektorin Johanna von Rauch verheiratet, mit der er ab 1995 gemeinsam in Berlin lebte. Er ist Vater dreier Kinder.

## Engagement

### Einsatz für Medienkultur
Augstein gehörte in den 2000er Jahren zu den Journalisten und Verlegern, die frühzeitig glaubten, dass die sozialen Netzwerke neben den klassischen Medien meinungsbildend oder meinungsverändernd wirken können, aber vor allem auch die zukünftigen Geschäftsmodelle der freien Presse tangiert werden. Mit dem Freitag erprobte Augstein neue Formen der Leserbeteiligung, die später auch bei anderen Medien praktiziert wurden. Für die Verknüpfung von Netz und Print erhielt er mehrere Auszeichnungen. Augstein setzt sich für Qualitätsjournalismus ein (Rudolf-Augstein-Stiftungsprofessur für Praxis des Qualitätsjournalismus, Prof. Dr. Volker Lilienthal, U Hamburg) und versucht neue Formate von Journalismus zu verbreiten.

### In der Rudolf Augstein Stiftung
Jakob Augstein, Anna Augstein und Franziska Augstein bildeten bis 2022 den Vorstand der seit 2005 aktiven Rudolf Augstein Stiftung, Hamburg, die das Lebenswerk Rudolf Augsteins verwaltet und Fördermaßnahmen vergibt. Jakob Augstein verantwortete den Förderbereich Journalismus. Die Stiftung ist Mitglied des Bundesverbandes Deutscher Stiftungen und engagiert sich dort im Expertenkreis Qualitätsjournalismus.

## Positionen und Rezeption

### G20-Gipfel in Hamburg 2017
Augstein twitterte am 6. Juli zum G20-Gipfel in Hamburg 2017: „Der Preis muss so in die Höhe getrieben werden, dass niemand eine solche Konferenz ausrichten will. G20 wie Olympia als Sache von Diktaturen“. Zu diesem Zeitpunkt gab es bereits 59 verletzte Polizisten. Auf einen Tweet der Bundesregierung, nach dem friedliches Demonstrieren begrüßt werde, es für Gewalt aber keine Rechtfertigung gebe, antwortet er: „Widerspruch! Der Gipfel selbst tut der Stadt Gewalt an! Mündige Bürger werden zur Kulisse von Despoten gemacht.“ Der Journalist Michael Hanfeld bewertete dies als öffentlichkeitswirksamen Aufruf zu Gewalt und geistige Brandstiftung. Auch Jens Spahn und der Journalist Thomas Mayer kritisierten die Tweets scharf. Alexander Wendt sieht darin ein Beispiel für Nebelrhetorik, mit der versucht wird, linksradikale Gewalt zu verschleiern.

### Katalonien-Krise
In der Katalonien-Krise solidarisierte sich Augstein mit den unabhängigkeitsbestrebten Katalanen. In seiner Kolumne S.P.O.N. – Im Zweifel links schrieb er im Oktober 2017: „Wir müssen dem Nationalstaat keine Träne hinterherweinen.“ Schließlich habe der „Kapitalismus […] inzwischen auch die Grenzen des Nationalstaats überwunden. Seine Einbettung kann er nur im entsprechend größeren Rahmen transnationaler Institutionen finden. Für uns ist das die Europäische Union.“ Damit trat er, wie auch die Politikwissenschaftlerin Ulrike Guérot und der Schriftsteller Robert Menasse, für ein Europa der Regionen ein. Heftige Ablehnung erfuhr er unter anderem durch den Historiker Heinrich August Winkler.

### Kölner Silvesternacht
Nach den sexuellen Übergriffen in Köln 2015 sorgte Augstein mit einem Tweet für Kritik. Er schrieb: „Ein paar grapschende Ausländer und schon reißt bei uns der Firnis der Zivilisation“ und spielte damit auf die aus seiner Sicht übertriebene Reaktion der deutschen Politik auf die Übergriffe an. Es seien nur „minderschwere Straftaten“ begangen worden, die Reaktion zeige klare Züge eines rassistischen Denkens. Wegen dieser Aussagen wurde Augstein von zahlreichen Medien eine Verharmlosung der Übergriffe vorgeworfen.

### Meinungsjournalismus
In seiner 3sat-Dokumentation Die empörte Republik (2019) beschäftigt sich Augstein mit der Gegenwart des Meinungsjournalismus, der seit der Digitalisierung die klassische Gatekeeper-Funktion eingebüßt habe. Er interviewt darin u. a. Stefan Aust, Jan Fleischhauer und Felix Reda. Augstein kritisiert eine Verengung des Meinungsspektrums, die sich u. a. darin äußere, dass der Spiegel nach dem Abgang des konservativen Kolumnisten Jan Fleischhauer nur noch mehr oder weniger linke Online-Kolumnen anbiete. Laut Fleischhauer, der den Film in seiner Focus-Kolumne thematisierte, hätten prominente linke Stimmen wie Carolin Emcke, Margarete Stokowski und Falk Richter einen Auftritt in Augsteins Film abgelehnt.

### Israelkritik und Antisemitismusvorwurf
Jakob Augstein gilt als Kritiker der Politik Israels. Ihm wurde vorgeworfen, dafür auch antisemitische Argumente zu verwenden. Augstein griff Themen zur Siedlungspolitik Israels, seiner Atompolitik sowie der Beziehung zu seinen Nachbarn kritisch auf und machte dazu unter anderem folgende Aussagen:
- „Mit der ganzen Rückendeckung aus den USA, wo ein Präsident sich vor den Wahlen immer noch die Unterstützung der jüdischen Lobbygruppen sichern muss, und aus Deutschland, wo Geschichtsbewältigung inzwischen eine militärische Komponente hat, führt die Regierung Netanjahu die ganze Welt am Gängelband eines anschwellenden Kriegsgesangs“. – Spiegel Online vom 6. April 2012 Es musste gesagt werden über das Gedicht Was gesagt werden muss von Günter Grass.
- „‚Die Atommacht Israel gefährdet den ohnehin brüchigen Weltfrieden.‘ Dieser Satz hat einen Aufschrei ausgelöst. Weil er richtig ist. Und weil ein Deutscher ihn sagt, ein Schriftsteller, ein Nobelpreisträger, weil Günter Grass ihn sagt. Darin liegt ein Einschnitt. Dafür muss man Grass danken. Er hat es auf sich genommen, diesen Satz für uns alle auszusprechen.“ – Spiegel Online vom 6. April 2012 Es musste gesagt werden.
- „Das Feuer brennt in Libyen, im Sudan, im Jemen, in Ländern, die zu den ärmsten der Welt gehören. Aber die Brandstifter sitzen anderswo. Die zornigen jungen Männer, die amerikanische – und neuerdings auch deutsche – Flaggen verbrennen, sind ebenso Opfer wie die Toten von Bengasi und Sanaa. Wem nützt solche Gewalt? Immer nur den Wahnsinnigen und den Skrupellosen. Und dieses Mal auch – wie nebenbei – den US-Republikanern und der israelischen Regierung.“ – Spiegel Online vom 20. April 2012 Wem nützt die Gewalt? über gewalttätige Proteste gegen den Film Innocence of Muslims.
- „Israel wird von den islamischen Fundamentalisten in seiner Nachbarschaft bedroht. Aber die Juden haben ihre eigenen Fundamentalisten. Sie heißen nur anders: Ultraorthodoxe oder Haredim. Das ist keine kleine, zu vernachlässigende Splittergruppe. […] Diese Leute sind aus dem gleichen Holz geschnitzt wie ihre islamistischen Gegner. Sie folgen dem Gesetz der Rache.“ – Spiegel Online vom 19. November 2011 Gesetz der Rache.
- „Gaza ist ein Ort aus der Endzeit des Menschlichen. 1,7 Millionen Menschen hausen da, zusammengepfercht auf 360 Quadratkilometern. Gaza ist ein Gefängnis. Ein Lager. Israel brütet sich dort seine eigenen Gegner aus.“ – Spiegel Online vom 19. November 2011 Gesetz der Rache.

Daraufhin meldeten sich zahlreiche Kommentatoren, die in einer Kritik an der aktuellen Politik Israels einen antisemitischen Hintergrund sahen. 
In einem Kommentar zum Hetzvideo Innocence of Muslims (September 2012, USA) fragte Augstein, ob der straffällige Videohersteller einen Auftrag erhalten habe. Die Brandstifter für die Gewalt in Libyen, Sudan und Jemen säßen anderswo. Die zornigen jungen Männer dort seien ebenso Opfer wie die Toten von Bengasi und Sanaa: „Wem nützt solche Gewalt? Immer nur den Wahnsinnigen und den Skrupellosen. Und dieses Mal auch – wie nebenbei – den US-Republikanern und der israelischen Regierung.“ Erstere ließen US-Präsident Barack Obama im damaligen Wahlkampf schwach aussehen, letztere rechtfertige damit einen Präventivschlag gegen das iranische Atomprogramm.
Der Publizist Henryk M. Broder deutete diese Aussagen in seinem Blog Achse des Guten als „subtilen Hinweis auf die ‚israelische Regierung‘“, die mit den US-Republikanern „die Sache auf den Weg gebracht hat.“ Das gleiche dem antisemitischen Argumentationsmuster, wonach Juden angeblich Adolf Hitler und den Holocaust verursachten, nur um den Staat Israel gründen zu können. Augstein sei daher ein „lupenreiner Antisemit, eine antisemitische Dreckschleuder“.
Im November 2012 setzte das Simon Wiesenthal Center (SWC) fünf „israelkritische“ Aussagen Augsteins auf seine jährliche Rangliste der „Top Ten Anti-Semitic/Anti-Israel Slurs“ und zitierte Broders Blogbeitrag. Augstein erwiderte, der Antisemitismusvorwurf werde zu oft gebraucht, um Israels Besatzungspolitik vor jeder Kritik zu schützen. Damit werde der Begriff bedeutungslos und zur beliebigen Beschimpfung. Das nütze wirklichen Judenfeinden und schade Israel.
Ken Jacobson, Direktor der Anti Defamation League, erklärte im Januar 2013, Augsteins Kommentar „über die jüdische Kontrolle der US-Außenpolitik“ überschreite die Grenze zu antisemitischen Verschwörungstheorien. Jedoch kenne er ihn zu wenig, um ihn als Antisemiten zu bezeichnen. Broder bekräftigte, Augstein sei Antisemit, weil er alles, was früher über Juden gesagt wurde, auf Israel übertrage. Dagegen verteidigten die Politiker Gregor Gysi (Linkspartei), Julia Klöckner (CDU) und andere Augstein gegen diese Vorwürfe, ohne jedoch seiner Kritik an der israelischen Politik zuzustimmen.
Dieter Graumann, zu dieser Zeit Präsident des Zentralrats der Juden in Deutschland, erklärte am 14. Januar 2013, Augstein sei kein Antisemit, schüre aber fahrlässig antiisraelische Ressentiments, vermittle ein undifferenziertes und verfälschtes Israelbild und schreibe ohne Empathie und ohne Verständnis für Israels Existenzängste. Augstein erwiderte, er betrachte Israel wie jeden anderen Staat und kritisiere Völkerrechtsbrüche der Regierung. Er bedauerte seinen Ausdruck „Lager“ für den Gazastreifen, verteidigte aber Wendungen wie „jüdische Lobby“ in Bezug auf die USA und die Gleichsetzung jüdischer und islamischer „Fundamentalisten“. Außerdem warf er Graumann die „Instrumentalisierung eines schweren Vorwurfs“ vor, die bezwecken solle, „Debattenverläufen den Riegel vorzuschieben“.
Der Sozialwissenschaftler Samuel Salzborn beurteilte diese und andere Aussagen Augsteins als „antisemitische Machtphantasie“ einer angeblichen Lenkung der Weltpolitik durch Juden, als NS-Jargon, Täter-Opfer-Umkehr oder delegitimierenden Doppelstandard, Israel gefährde den „Weltfrieden“, die Bundesregierung „beuge“ sich „dessen Willen“, Benjamin Netanjahu „führe die ganze Welt am Gängelband eines anschwellenden Kriegsgesangs“ (gegen den Iran), Israel sei eine „Besatzungsmacht“, „die Juden“ hätten „ihre eigenen Fundamentalisten“. Der Kulturwissenschaftler Peter Ullrich beurteilte die Wortwahl „Lager“ und „Gesetz der Rache“ als „mindestens mehrdeutig“. Diesen Ausdruck nannte die Antisemitismusforscherin Monika Schwarz-Friesel im Februar 2014 als Beispiel für kulturell tiefsitzende „antisemitische Sprachgebrauchsmuster“ bei Akademikern. Denn man müsse voraussetzen, dass Augstein das uralte Stereotyp von der jüdischen Rachsucht kenne.
Laut Lukas Betzler und Manuel Glittenberg habe sich Augstein „als Opfer einer Diffamierungskampagne gegen (israel-)kritischen Journalismus“ inszeniert. Bei Augstein komme „der Antisemitismus als realer Sachverhalt kaum vor“, sondern verschwinde „hinter der Konstruktion eines angeblich ungerechtfertigten ‚Antisemitismus-Vorwurfs‘“. Augstein habe zudem Dieter Graumann, dem Präsidenten des Zentralrats der Juden in Deutschland, „im Stil des klassischen antisemitischen Selbstrechtfertigungsarguments“ vorgeworfen, mit seinem Agieren selbst für Antisemitismus verantwortlich zu sein. Die Augstein-Debatte habe gezeigt, dass der antiisraelische Antisemitismus „zur zentralen antisemitischen Artikulationsform im deutschen Mediendiskurs geworden“ sei. Augstein selbst könne als „Wegbereiter dieser Entwicklung gelten“, da er demonstriert habe, „dass antisemitische Äußerungen in dieser Form für ihre Urheber keine negativen Konsequenzen haben“.
Im Dezember 2015 erklärte Augstein, der heutige Rechtspopulismus werde anders als die frühere völkische Bewegung nicht vom Antisemitismus zusammengehalten. Die Alternative für Deutschland (AfD) und Pegida wollten dem Antisemitismusvorwurf „mit allen Mitteln“ vorbeugen. Offiziell habe die AfD kein Problem mit Israel, weil dessen Regierung ebenso rechts und islamfeindlich sei wie sie. Die AfD-Vorsitzende Frauke Petry habe sich offen gegen einen durch Muslime „importierten Antisemitismus“ gestellt und damit „‚ethnische‘ Kategorien plötzlich wieder herangezogen, um soziale und kulturelle Unterschiede herabzusetzen.“ Darin zeige sich der aktuelle Faschismus. Laut Pascal Beucker (taz) versuchte Augstein hier zu belegen, dass Antisemitismus vergangen sei, statt Petrys Satz als „perfide Maskierung“ ihrer Islamfeindlichkeit zu benennen. Sein Vergleich der Regierung Israels mit der AfD verbinde erneut „alles Böse in der Welt mit den Juden und ihrem Staat“. Der SWC-Bericht von 2015 erwähnte Augsteins Vergleich als Negativbeispiel.
Eine Studie zu neun Artikeln Augsteins fand darin überwiegend Beispiele für sekundären Antisemitismus in anti-israelischer Form und für Antiamerikanismus. Laut Rezensent Armin Pfahl-Traughber erfasst die Methodik der Studie die „Antisemitismus-Potentiale“ in „Einseitigkeiten und Pauschalisierungen, Stereotypen und Vereinfachungen“ Augsteins, jedoch keine antisemitische Absicht. Es fehle ein „trennscharfer Gesichtspunkt zur Erkennung von nicht-antisemitischer Kritik an der israelischen Politik“.
Im April 2018 kommentierte Augstein einen antisemitisch motivierten Angriff auf einen Israeli in Berlin, der als Experiment eine Kippa getragen und den Angriff gefilmt hatte, auf Twitter: „Wie gestört ist unsere Wirklichkeit, dass jemand auf die Idee kommt, das Tragen der Kippa als Provokation zu nutzen – und damit auch Erfolg hat! Deprimierend. Deutschland 2018“. Hessens Ministerpräsident Volker Bouffier nannte Augsteins Kommentar eine „Verwirrung der Geister“ und forderte, Juden in Deutschland müssten angstfrei eine Kippa tragen können. Auch damit begründete er die Bestellung des hessischen Antisemitismusbeauftragten.

### Wladimir Putin
In einem „Putinseibeiuns!“ überschriebenen Beitrag im Spiegel machte sich Augstein 2017 über diejenigen lustig, die vor der Politik Wladimir Putins warnten und auf Einmischungen Russlands in anderen Ländern, darunter die Annexion der Krim 2014, hinwiesen.

### Ukraine
Zusammen mit anderen Intellektuellen forderte er Ende Juni 2022 in einem Appell „den Westen auf, den Ukraine-Krieg durch Verhandlungen zu beenden“. In einem Gespräch mit Tanja Maljartschuk erwähnte er im Oktober 2022 die Anekdote eines kürzlichen Paris-Besuchs mit den Worten: „Wie gut, dass diese Menschen [im Zweiten Weltkrieg] nicht erwogen haben, Paris militärisch zu verteidigen. Denn sonst würde diese Stadt nicht mehr existieren.“ Hierbei spielte er darauf an, dass sich Paris 1940 widerstandslos den damals unaufhaltsam vorrückenden deutschen Truppen ergeben hatte, und implizierte damit, auch der gegenwärtige ukrainische Widerstand gegen Russland sei aussichtslos und führe nur zu vermeidbaren Zerstörungen.

### Buchveröffentlichungen

#### Sachbücher
In Die Tage des Gärtners behandelt Augstein in Form eines Ratgebers zur Gartenarbeit die Fragen, die ihm dabei durch den Kopf gehen. Laut Nils Minkmar (FAZ) widerspricht das Buch der Erwartung, zum Einklang mit der Natur anzuleiten. Augstein fordere, die Natur zu beherrschen, und vertrete damit eine in Deutschland sehr seltene, sogar radikale Position. Petra Steinberger (Süddeutsche Zeitung) verglich das Buch mit Karel Čapeks Jahr des Gärtners (1929).
In Sabotage behandelt Augstein die Frage, ob den Deutschen Demokratie oder Kapitalismus wichtiger sei. Der Prolog beschreibt ausführlich, wie man Farbbeutel herstellt. Kerstin Decker (Tagesspiegel) sah darin einen verspäteten Beitrag zur "linken Diskussion über Gewalt als Mittel der Politik". Ähnlich urteilte Alexander Wallasch (Cicero). Rainer Blasius (FAZ) lobte das Buch als "meinungsstarke Politik-Diagnose" zur damaligen Bundestagswahl.

#### Belletristik
Augsteins im Jahr 2022 erschienenes literarisches Debüt Strömung handelt vom Aufstieg und inneren Zerfall des liberalen Politikers Franz Xaver Misslinger. Ursula März schrieb in der Zeit, Augstein sei mit seinem Debüt "angekommen in der Literatur". Der Roman wirke aber weniger wie ein Politthriller, sondern eher wie ein Polittraktat: 

„Und naturgemäß liest sich das, trotz Augsteins Beschreibungskunst und stilistischer Sicherheit, gelegentlich ein wenig trocken und langatmig. Es ist, wenn man so will, der Preis, den der Romanautor dafür bezahlt, die Routinen des Journalistischen hinter sich gelassen zu haben.“

Der Deutschlandfunk verwies darauf, dass der Roman kein Schlüsselroman sei: "Zwar hat man bei Augsteins Protagonisten immer wieder Bilder von Christian Lindner vor Augen. Doch die äußeren Lebensdaten - Biografie, Geburtsjahr, Herkunft - unterscheiden sich bei allen Figuren von möglichen realen Vorbildern." Rezensent Christoph Schröder bezeichnete den Debütroman als "ein auch sprachlich erstaunlich unoriginelles Buch". Wer die Banalität erkenne und abbilde, "hat sie eben noch lange nicht analytisch durchdrungen".
Das 2024 erschienene Buch Die Farbe des Feuers ist laut Verlagsangaben "ein Familien- und Gesellschaftsroman vor dem Hintergrund der lichten Landschaft der südlichen Provence". Die Zeit bezeichnete das Buch als "optimales Sommerbuch", da es "problemlos mit nur einer Gehirnhälfte zu lesen" sei. Berit Dießelkämper schrieb in ihrer Rezension: 

„Überhaupt beinhaltet das Buch keine erzählerischen Widerstände, was kein Vorwurf ist, sondern für das halbe Gehirn überaus benutzerfreundlich. Und bevor sich ernsthafte Redundanz oder Erwartbarkeit einstellen können, werden stets neue Personen eingeführt oder vorab sorgsam platzierte Geheimnisse aufgelöst.“

Laut Literaturkritik.de beschreibt Augstein "den Alltag der Super-Reichen detailliert, mit feiner Ironie und spürbarer Freude". Kritisiert wird hingegen die politisch-gesellschaftliche Handlungsebene: 

„Das von Jakob Augstein hier ziemlich plakativ arrangierte Spiel mit Klischees und vagen Andeutungen wirkt an den Haaren herbei gezogen und soll dem Roman offensichtlich einen politischen Anstrich verleihen. Dieser künstlich konstruierte bedeutungsschwangere Überbau nimmt der übrigen Handlung die humorvolle Leichtigkeit.“

Daher sei der Roman "aus diesem Grund leider gescheitert". 

## Auszeichnung und Nominierungen
- 2011: Im Dezember 2011 wurde Augstein der Bert-Donnepp-Preis 2011 mit „besonderer Ehrung“ zuerkannt. Er habe in der publizistischen Landschaft Deutschlands Pioniergeist bewiesen, so die Jury. Patrick Bahners sagte in seiner Laudatio, Augsteins Engagement stehe für eine besonders ehrenwerte, höchst seltene Spielart der Medienpublizistik, die realistisch und passioniert zugleich sei.[94]
- 2013: Nominierung für den Grimme-Preis 2013 in der Kategorie „Information und Kultur“ für das Phoenix-TV-Format Augstein und Blome.

## Bücher
- Sieben Schüsse in Glienicke. Gerichtsreportagen aus Berlin. Mit einem Nachwort von Gerhard Mauz. Carl Hanser Verlag, München/Wien 1998, ISBN 3-446-19303-0.
- Die Tage des Gärtners. Vom Glück, im Freien zu sein. Carl Hanser Verlag, München 2012, ISBN 978-3-446-23875-6.
- Sabotage. Warum wir uns zwischen Demokratie und Kapitalismus entscheiden müssen. Carl Hanser Verlag, München 2013, ISBN 978-3-446-24348-4.
- mit Nikolaus Blome: Links oder rechts? Antworten auf die Fragen der Deutschen. Penguin Verlag, München 2016, ISBN 978-3-328-10075-1.
- mit Martin Walser: Das Leben wortwörtlich. Ein Vater-Sohn-Gespräch. Rowohlt, Reinbek bei Hamburg 2017, ISBN 978-3-498-00680-8.
- Im Zweifel links: Vom aufhaltsamen Untergang des Abendlands. Deutsche Verlags-Anstalt, München 2019, ISBN 978-3-641-23948-0.
- mit Nikolaus Blome: Oben und unten: Abstieg, Armut, Ausländer – was Deutschland spaltet. Deutsche Verlags-Anstalt, München 2019, ISBN 978-3-641-23066-1.
- Strömung. Roman, Aufbau Verlag, Berlin 2022, ISBN 978-3-351-03949-3.

## Reportagen
- Die empörte Republik, 3sat 2019
- mit Tim Klimes: Die Wahrheitskrise, 3sat 2020
- Die deutsche Identitätssuche, 3sat 2021